# Anoxycalyx joubini
Anoxycalyx joubini  (лат.) — вид шестилучевых губок из семейства Rossellidae отряда Lyssacinosida. Губки этого вида могут достигать возраста до 10 тысяч лет. Это самый большой возраст среди всех известных видов животных.

## Описание
Взрослые губки могут достигать длины до 2 м и диаметра до 1,7 м. Цвет этих губок варьирует от бледно-жёлтого до белого.

## Ареал
Вид распространён в антарктических водах вплоть до Южных Шетландских островов на глубине от 45 до 441 м.

## История открытия
Губка Anoxycalyx joubini была обнаружена во время французской антарктической экспедиции 1908—1910 годов под руководством Жана-Батиста Шарко. Впервые она была описана французским специалистом по губкам Эмилем Топсеном (фр. Emile Topsent) в 1916 году. Вид был назван в честь Луи Жубена (фр. Louis Joubin), профессора Зоологического музея в Париже.

## Особенности биологии
Среди всех видов животных губка Anoxycalyx joubini имеет самый медленный обмен веществ и самое низкое потребление кислорода. В 1996 году Томас Брей (Thomas Brey) и Сюзанна Гатти (Susanne Gatti) на основании измерения потребления кислорода вычислили возраст губки, привезённой из экспедиции бремерхафенским судном «Поларштерн». Он составил 10 000 лет. Это произошло после того, как американский учёный Пол Дейтон (Paul Dayton) в течение десяти лет едва мог установить рост.
Основными естественными врагами губки являются заднежаберный моллюск Doris kerguelenensis и морская звезда Acodontaster conspicuus.